# Giambattista Castaldo
Giovanni Battista Castaldo, o Giambattista (Nocera de' Pagani, 1493 circa – Milano, 6 gennaio 1563), è stato un condottiero e nobile italiano.
Marchese di Cassano e Conte di Piadena, si distinse valorosamente nell'arte delle armi al servizio dell'imperatore Carlo V d'Asburgo.

## Biografia

### Nascita
Per anni il luogo di nascita del condottiero è stato conteso tra le città di Cava e Nocera dei Pagani. Le ricerche condotte dal canonico e storico cavese Gennaro Senatore, affermavano infatti che il Castaldo fosse nato nel villaggio metelliano di Cesinola. Ad avvalorare la tesi, ci sarebbe anche la rappresentanza diplomatica che il condottiero prestò alla città cavense . 
Molto più forte la posizione della parte nocerina, infatti già lo storico Mariano D'Ayala, nella biografia del condottiero, sosteneva i natali nocerini del Castaldo, tesi avvalorata nel 1888 dallo storico nocerino Gennaro Orlando nel suo Storia di Nocera de' Pagani, difatti la famiglia Castaldo (già feudataria nel Corpo di Nocera) deriverebbe da una famiglia longobarda insediatasi a nord di Salerno. A dissipare ogni dubbio ci pensò un altro storico nocerino, Michele De' Santi, che nel suo "Memorie delle famiglie nocerine", criticava il lavoro poco minuzioso del collega cavese, impugnando tra l'altro documenti notarili dell'epoca che affermavano la cittadinanza nocerina della famiglia del condottiero, inoltre nella stessa opera del De' Santi si afferma che Giambattista Castaldo nacque intorno al 1493 presso il borgo nocerino di San Pietro, già feudo della sua famiglia.

### Carriera politica e militare
Divenne un famoso condottiero al servizio di Carlo V d’Asburgo nelle varie guerre in Italia ed anche in alcune campagne estere (Austria, Ungheria, Lussemburgo, Francia, Germania e Olanda etc.), fu quindi governatore di Velletri (1527), ambasciatore da parte dell’Università di Cava all'Imperatore in Bologna (1532), Maestro di campo generale (1546).
Per le sue imprese divenne primo Marchese di Cassano (investito dall'Imperatore Ferdinando I), primo Conte di Piadena (investito da Carlo V nel 1545), Signore di Binasco, Signore di Rezzana e Caldignaia, Signore di Nagyszeben (1552), Binanuova (e di molti altri beni e rendite che lasciò nel suo testamento al figlio ed alla moglie).
Nel 1527 prese parte al Sacco di Roma e, secondo una tradizione, trasportò a Nocera l'opera di Raffaello: Madonna del duca d’Alba che fu ospitata nel convento degli olivetani da lui stesso fondato nel 1530 (come ossequio ad un ex voto).
Nel 1551, dietro ordine di Carlo V, imperatore del Sacro Romano Impero, combatté in Transilvania, lottando contro i Turchi. Per ordine dell'imperatore Ferdinando I fece assassinare il cardinale ungherese Giorgio Martinuzzi (Fráter György), vescovo di Esztergom (Strigonio), governante di Transilvania (al 17 dicembre). Ferdinando prese la responsabilità per l'uccisione, ma il papa Giulio III giustificò tutti i partecipanti del fatto nel 1555.
Partecipò con altri nobili anche al governo di Milano (1556) e fu in seguito Capitano generale (1563).
Con il fratello Giovan Matteo richiese ed ottenne dal vescovo Paolo Giovio la cappella di Santa Maria a Monte, presso Casolla di Nocera nel 1541.
Sposò la Nobile Mattea (o Maria) Stampa, figlia di Filippo, Patrizio Milanese, e di Cassandra Scotti, dalla quale ebbe Ferdinando (o Ferrante) († ante 1569 circa), secondo Marchese di Cassano, ecc.
Ebbe un'importante influenza sullo scrittore di arte militare Ascanio Centorio Degli Ortensi, al quale commissionò l'opera Discorsi di guerra (1558-1562).
Morì infine il 6 gennaio 1563 a Milano, sepolto in Milano nella chiesa di San Vittore (cappella di San Gregorio) e condotto più tardi a Nocera nel Monastero olivetano di Santa Maria del Monte, da lui fondato ed in via di costruzione. Il busto marmoreo che ne ricorda l'effigie fu opera di Leone Leoni. Il monumento funerario fu traslato, insieme all'intero convento, presso la nuova sede in Monteoliveto di Nocera, nel convento di San Bartolomeo.
Tiziano eseguì un ritratto del Castaldo (già a Londra, Dickinson Antiquari), così come il pittore fiammingo Antonio Moro (Madrid, Museo Thyssen-Bornemisza.